# Баума
Баума (нім. Bauma) — громада  в Швейцарії в кантоні Цюрих, округ Пфеффікон.

## Географія
Громада розташована на відстані близько 120 км на північний схід від Берна, 26 км на схід від Цюриха.
Баума має площу 29,5 км², з яких на 7,9% дозволяється будівництво (житлове та будівництво доріг), 36,8% використовуються в сільськогосподарських цілях, 54,2% зайнято лісами, 1,2% не є продуктивними (річки, льодовики або гори).

## Демографія
2019 року в громаді мешкало 4873 особи (+7,6% порівняно з 2010 роком), іноземців було 15,5%. Густота населення становила 165 осіб/км².
За віковим діапазоном населення розподілялося таким чином: 20,3% — особи молодші 20 років, 61,6% — особи у віці 20—64 років, 18,1% — особи у віці 65 років та старші. Було 2074 помешкань (у середньому 2,3 особи в помешканні).
Із загальної кількості 1937 працюючих 153 було зайнятих в первинному секторі, 616 — в обробній промисловості, 1168 — в галузі послуг.